# Klushino

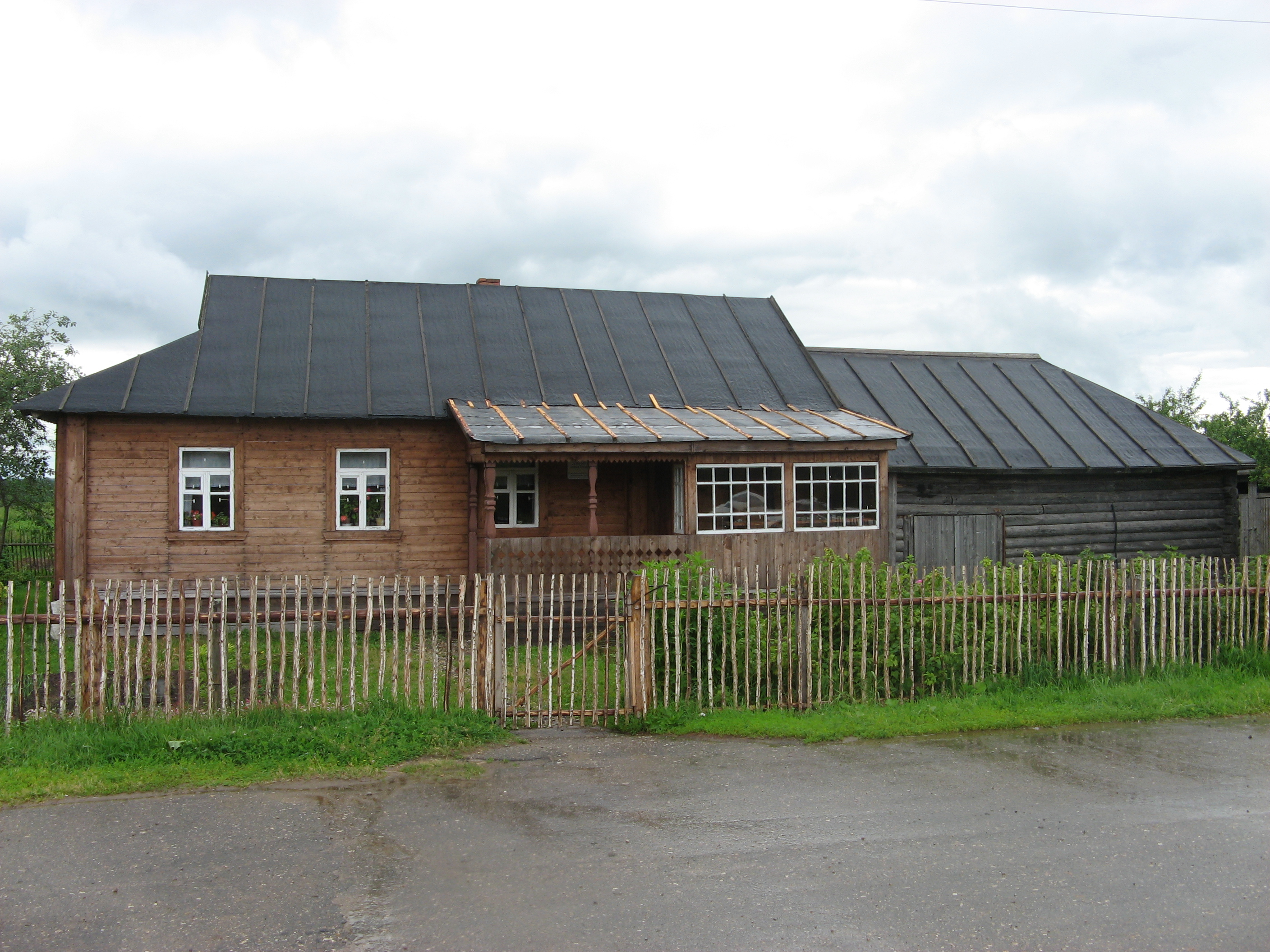
Casa natal de Iuri Gagarin em Kluchino.

Kluchino (Russo: Клушино; Polaco: Kłuszyn) é uma aldeia da Província de Smolensk, onde nasceu Iuri Gagarin, o primeiro cosmonauta, e onde existe um Museu em sua memória. Uma cidade próxima é Gagarin.